# Brachylaena huillensis
Brachylaena huillensis es una especie de árbol perteneciente a la familia Asteraceae. Es originaria de África.

## Descripción
Es un pequeño árbol o arbusto que alcanza un tamaño de  5 - 15 m de altura. Se encuentra en Sudáfrica a una altitud de 25 - 1525 metros.

## Usos
El árbol tiene una madera muy dura, lo que lo hace ideal para su transformación en carbón vegetal. De hecho, el árbol era la principal fuente de combustible en Kenia hasta la década de 1830.  Sigue siendo una fuente de combustible popular, y en algunas zonas se encuentra amenazada por la sobreexplotación. Esto ha llevado a la preocupación de los conservacionistas sobre la pérdida de hábitat para las especies animales endémicas que viven en los bosques nubosos de Brachylaena.

## Distribución
Se encuentra en Angola, Kenia, Mozambique, Sudáfrica, Tanzania, Uganda y Zimbabue.

## Taxonomía
Brachylaena huillensis fue descrita por Karl August Otto Hoffmann y publicado en Botanische Jahrbücher für Systematik, Pflanzengeschichte und Pflanzengeographie 32: 149. 1902.
Sinonimia
- Brachylaena hutchinsii Hutch.
- Brachylaena mullensis O.Hoffm.[6]